# Pilosella floribunda
Pilosella floribunda — вид рослин із родини айстрових (Asteraceae).

## Біоморфологічна характеристика
Багаторічна трав'яниста рослина, зазвичай з надземними, рідше також підземними пагонами. Стебла прямі, (15)25–50(75) см заввишки із залозистими й не залозистими волосками. Приземні листки утворюють розетку, цільні, зворотно-ланцетні, 7.5–15 см завдовжки і 1–1.8 см завширшки, сіро-зелені, більш-менш голі на поверхні, по краю та на виворітній середній жилці з довгими більш жорсткими волосками; стеблових листів зазвичай 2–3. Суцвіття складається з (5)10–15(25) кошиків. Обгорткові приквітки лінійно-ланцетні, тупі, чорно-зелені, по краю світлі. Квітки язикові, довжиною до 9 мм, жовті. Плоди 1.9–2 мм завдовжки, коричнево-чорні.

## Середовище проживання
Зростає у Європі й Туреччині — Ісландія, Англія, Північна Ірландія, Норвегія, Швеція, Фінляндія, Данія, Нідерланди, Німеччина, Швейцарія, Австрія, Польща, Чехія, Словаччина, Угорщина, Словенія, Румунія, Туреччина, Естонія, Латвія, Литва, Білорусь, Україна, євр. Росія.
Місцем проживання є луки, пасовища або газони на кордонах і узліссях доріг, особливо на некарбонатних субстратах.